# 斎藤季夫
斎藤 季夫（さいとう すえお、1935年〈昭和10年〉3月19日 - 2023年〈令和5年〉1月頃）は、NHKの元アナウンサー。

## 経歴
青山学院高等部、慶應義塾大学経済学部卒業。大学では同級生に石原裕次郎がいた。1959年入局、1993年に定年退職。
現役時代は『スタジオ102』、『NHKニュース（正午、午後7時）』など、報道番組のキャスターとしての出演が多かった。特に、1985年8月12日に起きた日本航空123便墜落事故翌日の生存者発見の第一報や、1989年1月7日の午前6時36分から10時過ぎまで昭和天皇の危篤、そして崩御の第一報を伝えた。一方で『訪問インタビュー』ではその淡々とした語り口で好感を得た。
晩年は高齢のため放送の現場に立つ機会はなくなったものの、NHK放送研修センター・日本語センター所属アナウンサーとして企業・市民向け話し言葉講座などの講師を務めていた。
2023年1月19日に後輩である川端義明により、死去したことが報告された。87歳没。

## 過去の出演番組
- スタジオ102 （1977年4月4日 - 1980年4月5日）
- いま、この人に（きき手）
- 訪問インタビュー
- NHKニュース (正午) （平日 1985年7月1日 - 1989年4月1日）
- 日曜インタビュー（ききて）
- NHKニュース (午後7時) （平日 1989年4月3日 - 1990年3月30日）
- 日曜美術館 日曜 1990年度～1994年度までの5年間担当。
- ラジオ深夜便（第2・4木曜日アンカー）

※1995年頃から出演したが、高齢となったこともあり、2007年3月22日開始分を最後に降板。余談ではあるが、この日は第82回放送記念日でもある。
- 芸術劇場 1998年度案内役（顔出しなし）